# Управитель
Управитель — особа, яка за договором з власником чи балансоутримувачем здійснює управління будинком, спорудою, житловим комплексом або комплексом будинків і споруд (далі — управління будинком) і забезпечує його належну експлуатацію відповідно до закону та умов договору.
В Україні управителем може бути суб'єкт підприємницької діяльності. Управителем не може бути орган державної влади, орган влади Автономної Республіки Крим або орган місцевого самоврядування, якщо інше не встановлено законом.